# Myrichthys colubrinus
Myrichthys colubrinus là một loài cá biển thuộc chi Myrichthys trong họ Cá chình rắn. Loài cá này được mô tả lần đầu tiên vào năm 1781.

## Từ nguyên
Tính từ định danh colubrinus trong tiếng Latinh có nghĩa là "như rắn", hàm ý đề cập đến kiểu hình của loài cá chình này rất giống với loài rắn cạp nia biển (Laticauda colubrina).

## Phạm vi phân bố và môi trường sống
Từ Biển Đỏ và vịnh Ba Tư, M. colubrinus được phân bố trải dài về phía đông đến quần đảo Société và Tuamotu (Polynésie thuộc Pháp), băng qua phần lớn những vùng biển thuộc khu vực Ấn Độ Dương - Thái Bình Dương, ngược lên phía bắc đến vùng biển phía nam Nhật Bản (gồm cả quần đảo Ryukyu và quần đảo Ogasawara), xa hơn về phía đông bắc đến quần đảo Hawaii và đảo Johnston gần đó, giới hạn phía nam đến Tây Úc và Nouvelle-Calédonie.
Ở Việt Nam, M. colubrinus được ghi nhận tại quần đảo An Thới (thuộc Phú Quốc, Kiên Giang), gần đây cũng đã được biết đến ở quần đảo Hoàng Sa.
M. colubrinus sống trên nền cát phẳng hoặc trong các thảm cỏ biển, được tìm thấy ở độ sâu đến ít nhất là 35 m.

## Mô tả
Chiều dài cơ thể lớn nhất được ghi nhận ở cá chình M. colubrinus là 97 cm. Răng hàm trên và dưới đều cùn. Thân có các khoanh màu trắng và đen xen kẽ nhau, khoanh trắng có thể có đốm đen. Độ rộng của các khoanh đen có thể dày mỏng khác nhau.
M. colubrinus là một ví dụ cho trường hợp bắt chước kiểu Bates, một dạng bắt chước mà một loài vô hại mang kiểu hình giống với một loài độc hại để tránh bị săn bắt bởi những loài ăn thịt. Ở đây, M. colubrinus bắt chước rắn cạp nia biển và những loài rắn biển có khoanh đen tương tự (đều có nọc độc). Không như những loài cá chình rắn khác ở khu vực Ấn Độ Dương - Thái Bình Dương, M. colubrinus trườn tự do khắp nơi vào ban ngày.
M. colubrinus cũng khá giống với một loài cá chình rắn khác, là Leiuranus semicinctus, tuy nhiên các khoanh đen của L. semicinctus có dạng hình thang chứ không là vòng tròn như M. colubrinus.

## Sinh thái học
Thức ăn của M. colubrinus là các loài cá nhỏ và động vật giáp xác.